# چارلز گرین (تاجر)
چارلز گرین (انگلیسی: Charles Green؛ زادهٔ ۱ مهٔ ۱۹۵۳) بازیکن فوتبال، و اهالی کسب‌وکار اهل بریتانیا است.
از باشگاه‌هایی که در آن بازی کرده‌است می‌توان به باشگاه فوتبال دونکستر راورز و باشگاه فوتبال چلتنهام تاون اشاره کرد.